# Psinice
Psinice je vesnice, část města Libáň v okrese Jičín. Nachází se asi 2,5 km na jih od Libáně. V roce 2009 zde bylo evidováno 93 adres. V roce 2001 zde trvale žilo 141 obyvatel.
Psinice je také název katastrálního území o rozloze 5,34 km2.

## Památky a historie
Nejstarší památky vztahující se k obci pocházejí z archeologických nálezů. Pod dřevěnou zvonicí byl nalezen hromadný hrob mužů, žen a dětí nepietně pohřbených na počátku 12. století. Jedno z vysvětlení pravděpodobně souvisí s vyvražděním Vršovců v roce 1108. V poloze U Hrušky se nachází zaniklá středověká ves Kelníky (obec zmiňovaná např. v roce 1543, 1573, 1593 při dělení panství Stará, zánik 70. léta 16. století). V lese Hájek byly objeveny zbytky dělostřelecké reduty z období třicetileté války a také mohylové hroby, pravděpodobně slovanské.
První písemná zmínka o obci pochází z roku 1352. V roce 1357 vystupuje v pramenech Mikuláš, farář v Psinicích. Pohan z Psinic založil v roce 1358 při zdejším kostele a oltáři sv. Jakuba kaplanství. Po smrti Znathy ze Skuhrova v roce 1384 a vyřešení sporných majetkových otázek po smrti Jana ze Psinic, který zemřel bez potomků v roce 1395, získal Vilém ze Staré mj. i Psinice. Koncem 15. století vlastnil obec Zdeněk Loučenský z Kopidlna, majitel Staré. V 16. století zakoupili Psinice bratři Ladislav a Fabián Sekerkové ze Sedčic. Poté Psinice, tj. dvůr, celou ves s kostelem, dále Kelníky a Křešice prodali Petru Rašínovi z Ryzemburka a na Staré. V roce 1567 získal panství Stará Kryštof z Lobkovic a na Bílině a tehdy jsou v jeho majetku zmíněny psinická tvrz a dvůr. Tvrz je popisována jako kamenná klenutá budova se síní a dvěma sklepy, nad jejich klenbou se nacházely obilné komory. Následně se majitelem obce stal Jiří Pruskovský z Pruskova. Součástí majetku byla ves Psinice a již pustá tvrz. Po jeho smrti se v roce 1593 rozdělilo panství Stará a Psinice, Křešice, Kelníky, Kříženec atd. se staly majetkem syna Jiřího Pruskovského, Oldřicha Desideria. Na základě císařského nařízení z 27.1.1635 byla obec jako součást bývalého Valdštejnova panství Staré Hrady postoupena Jindřichu Schlikovi.
Působivou dominantou obce je gotický jednolodní kostel sv. Jiří, který je poprvé zmiňován roku 1357 a který byl zřejmě původně vystavěn v románském slohu. Po přestavbě na počátku 16. století a po úpravách kolem r. 1870 má v současnosti pozdně gotický ráz. To potvrzují hrotitá okna v hlubokých špaletách, dílem s původními ozdobnými kružbami. K obdélné lodi je připojen pětiboký presbytář s obdélníkovou boční sakristií na severní straně. Nároží lodi jsou na jižní straně zpevněna opěráky. Nad západním koncem hřebenu střechy se tyčí štíhlá vížka, tzv. sanktusník. V něm býval menší zvonek, na nějž se zvonilo při mších při pozdvihování. Ale od 16. století už přišly do módy zvony větších rozměrů, kterým kostelní sanktusníky nepostačovaly. Ty bylo zvykem zejména ze stavebních důvodů umísťovat do samostatně stojících zvonic.
U kostela byla kolem roku 1600 vystavěna dřevěná zvonice vysoká 12 m. Její konstrukce vychází z kombinované konstrukce vzpěradlové a štenýřové (tzv. štenýře jsou vlastně rohové sloupy, vzpěry jsou šikmé trámy v trojúhelníkové vazbě). Z tohoto konstrukčního systému vychází i její tvar – dolní část je osmiboká, horní patro je čtyřboké, střešní část končí strmou špicí – svislá linie navozuje dojem gotiky. V horním patře v trojúhelníkové zvonové stolici byly původně umístěny dva zvony od Jakuba Mělnického z Mladé Boleslavi (1602) a od Karla Bellmana z Prahy (1864).  Jeden z nich byl za první světové války zrekvírován, zbyl jen zvon sv. Jiří.
Před kostelem u silnice stojí socha sv. Jana Nepomuckého, pocházející z roku 1771 od nezjištěného autora. Světec, vytesaný z bílého pískovce je zobrazen jako mladý kanovník. Stojí v klidném postoji s mírně předsunutou pravou nohou. Pravu rukou objímá silný krucifix (pochází až z roku 1875), který v patce přidržuje druhou rukou. Tvář s otevřenýma očima, pootevřenými ústy a s baňatým nosem působí spíše roztomile než přísně. Podstavec sochy tvoří hranolový sokl, na něm vysoký – ze stran se zužující – dřík sloupu. Na jeho přední straně pod římsou je dvojice reliéfních lístků, mezi nimiž je umístěna datace vzniku sochy, na zadní straně jsou datace její obnovy. Mezi římsou a soklíkem je úchyt, na němž bývala zavěšena lucerna.
Na jižním okraji obce, pod hrází dnes již zrušeného rybníka Leskovec, byl roku 1804 vystavěn roubený mlýn (čp. 84).

## Další fotografie

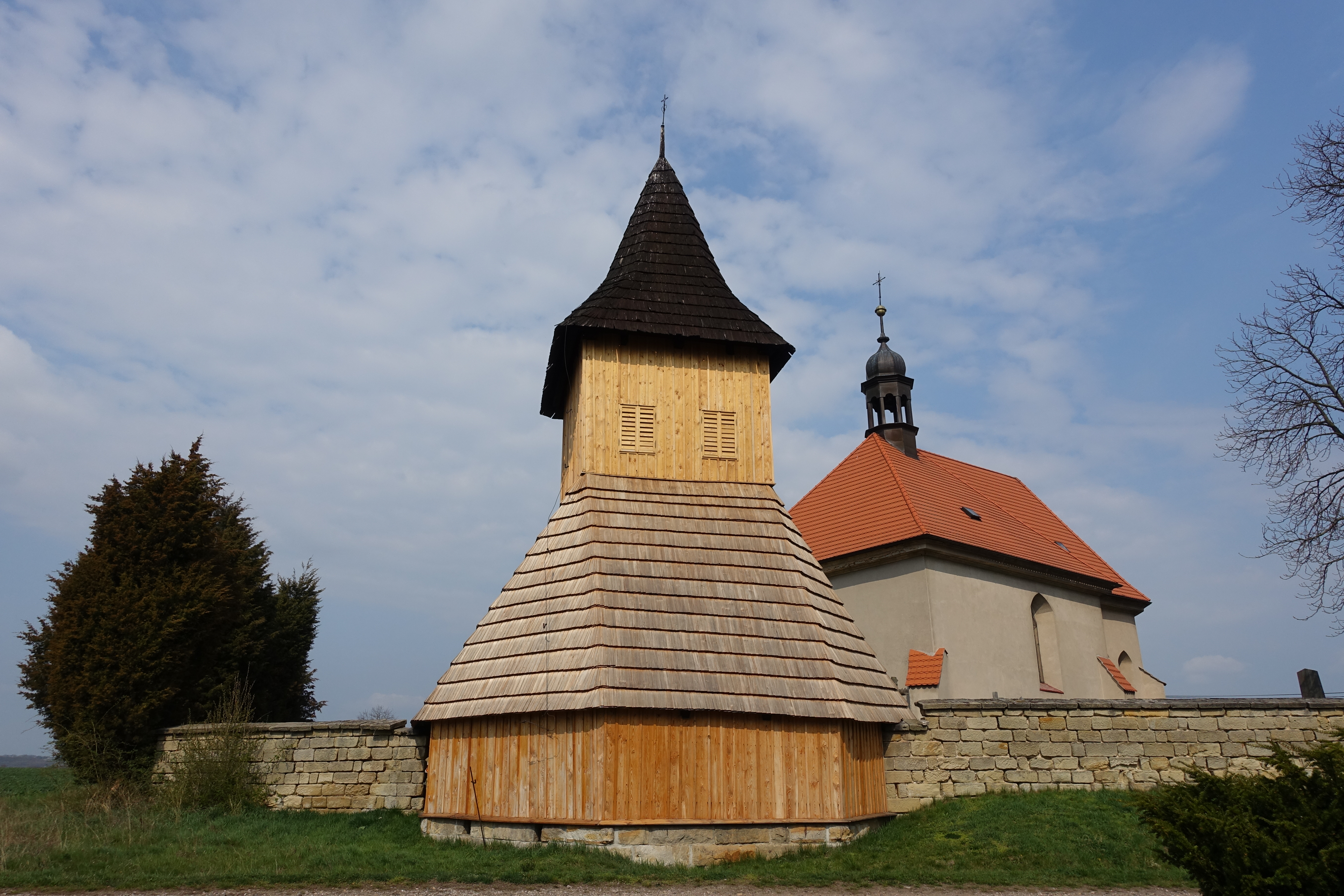
Dřevěná zvonice u kostela sv. Jiří
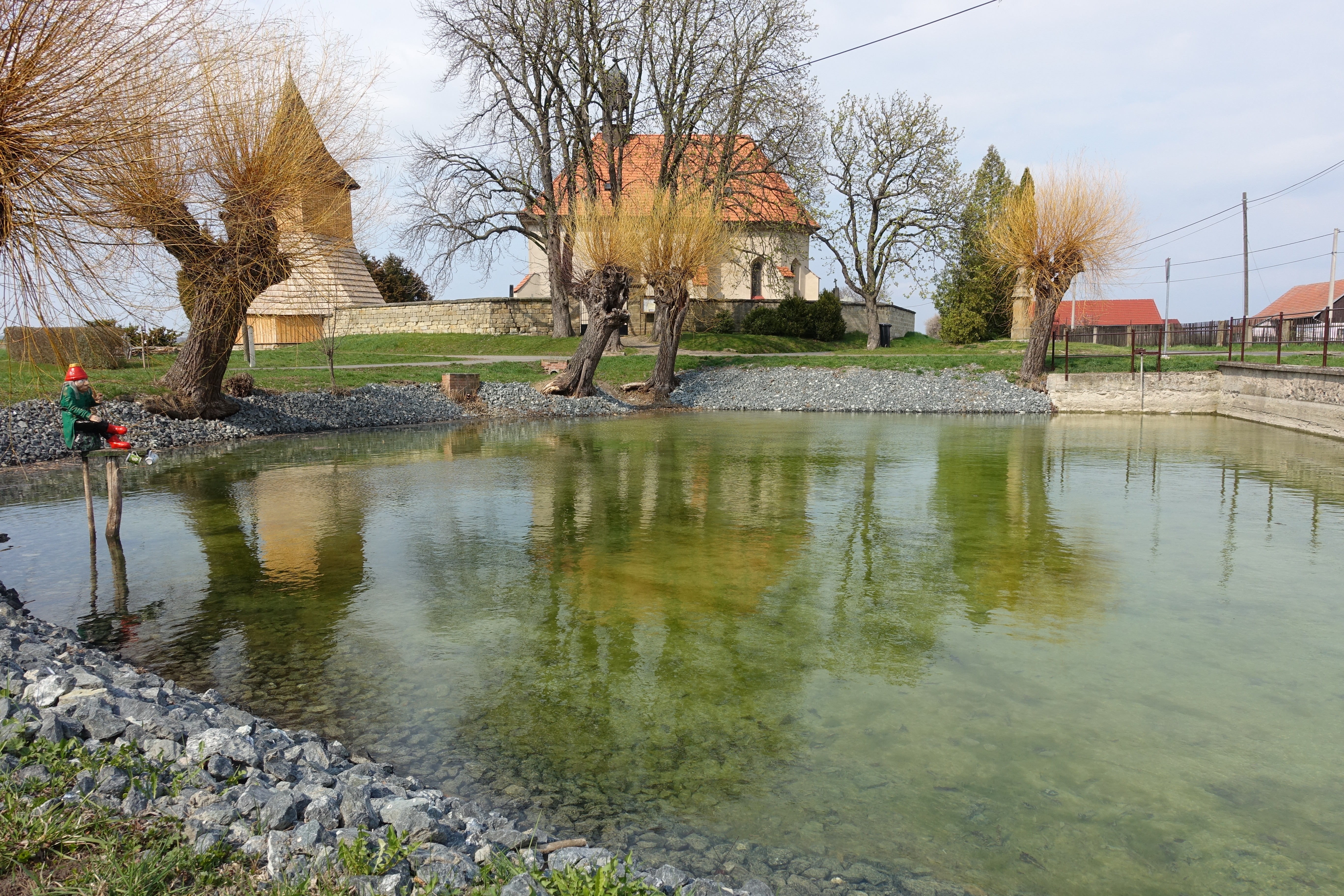
Jordánek
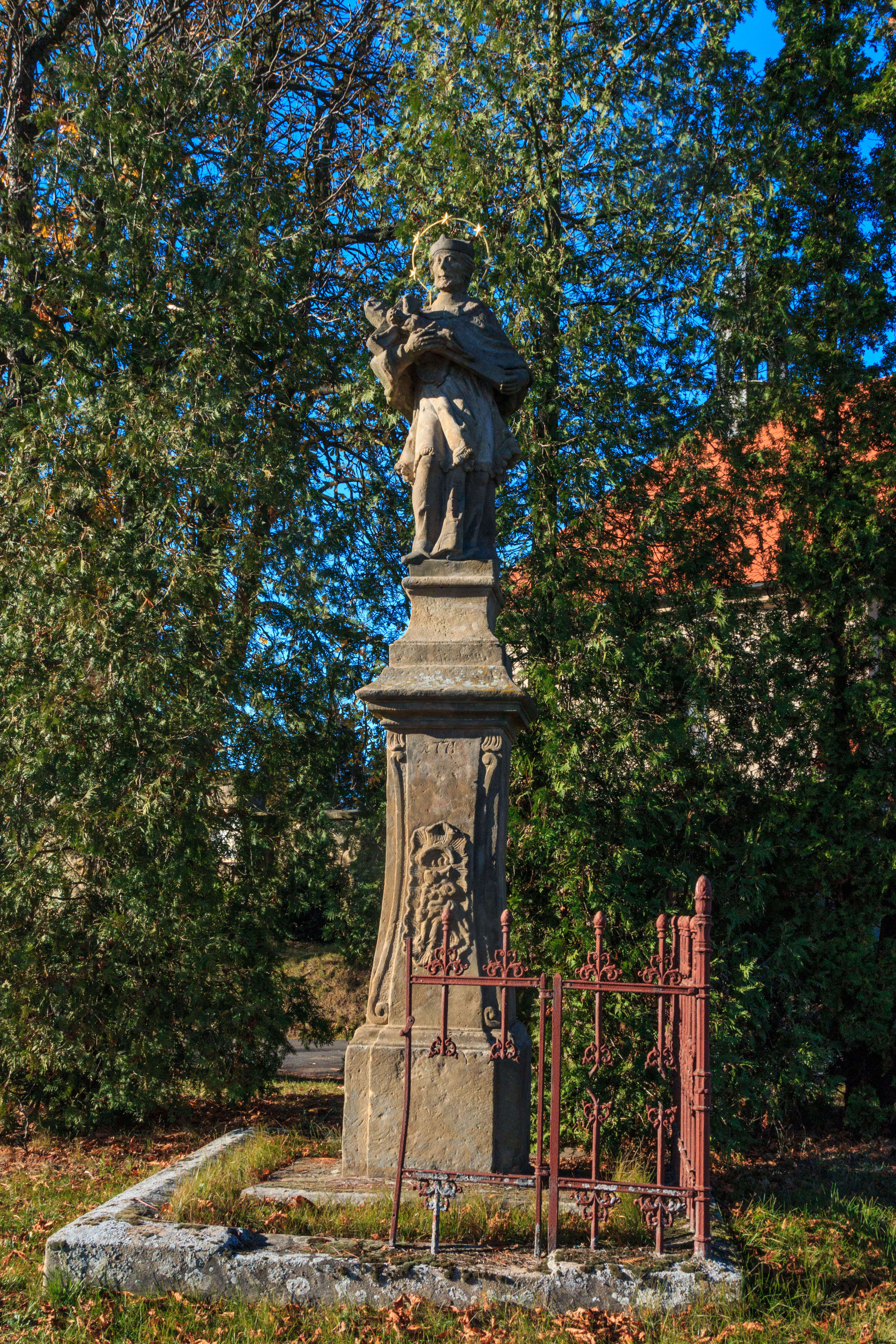
Socha svatého Jana Nepomuckého
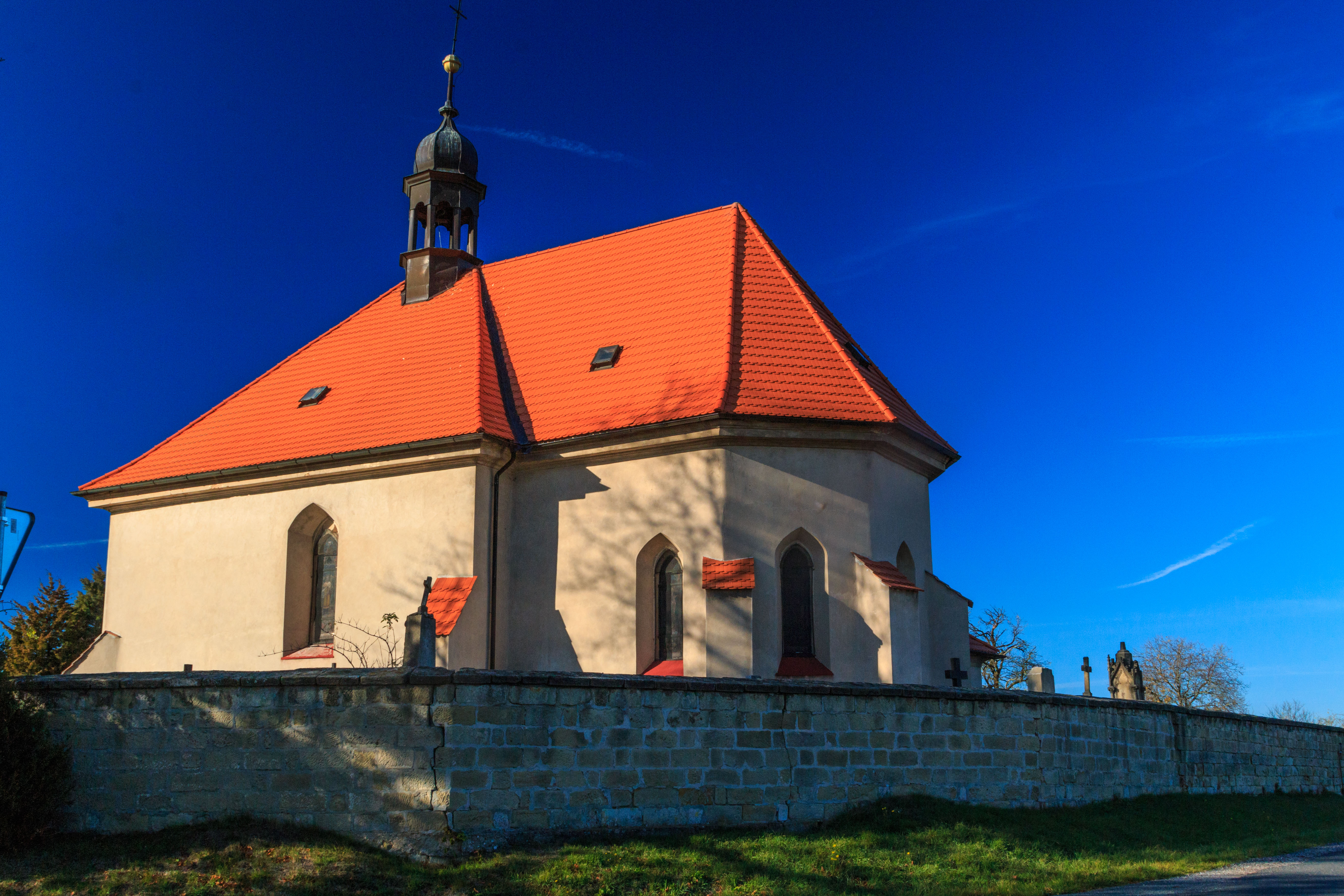
Kostel svatého Jiří v Psinicích
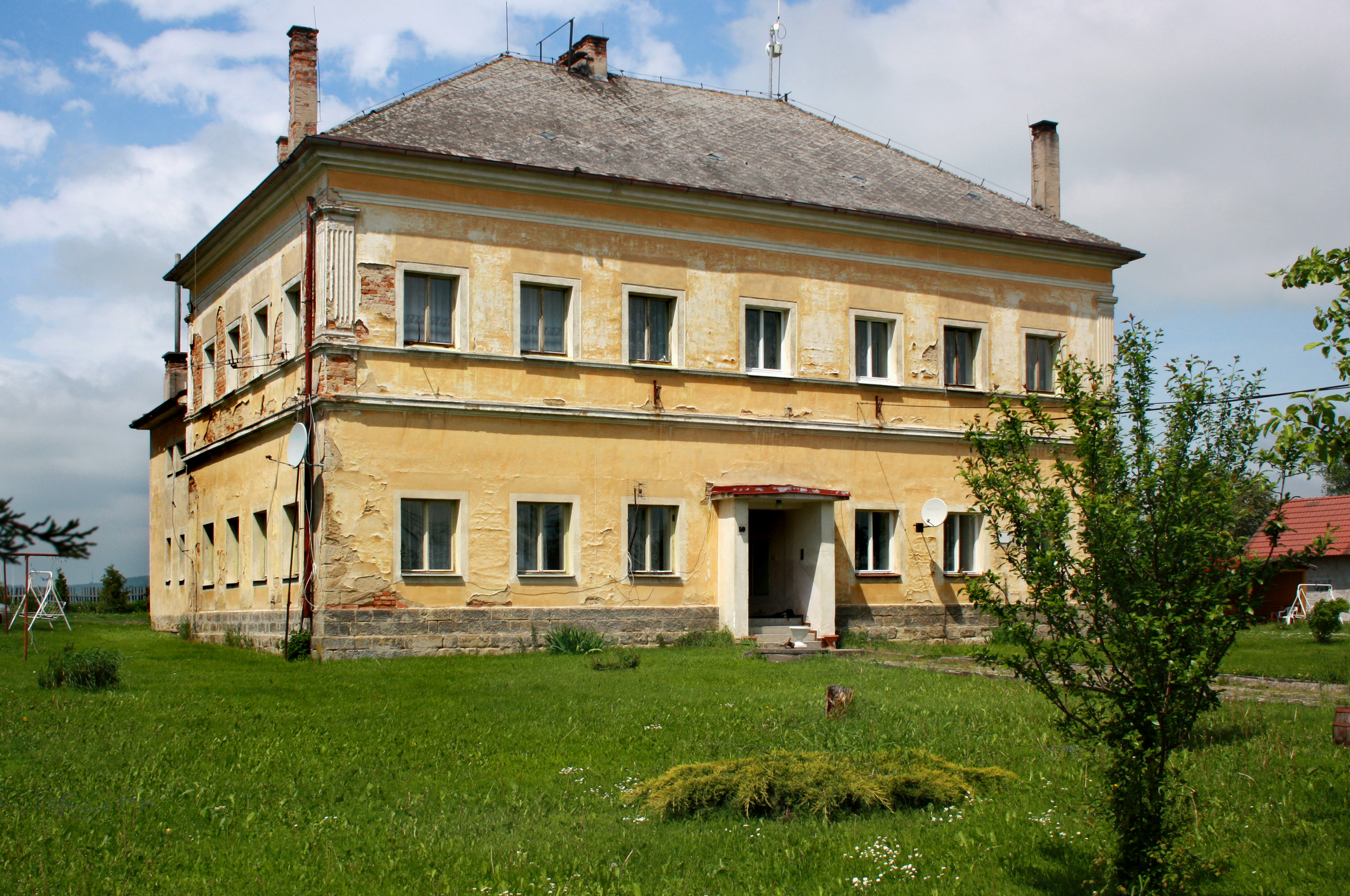
Původní škola
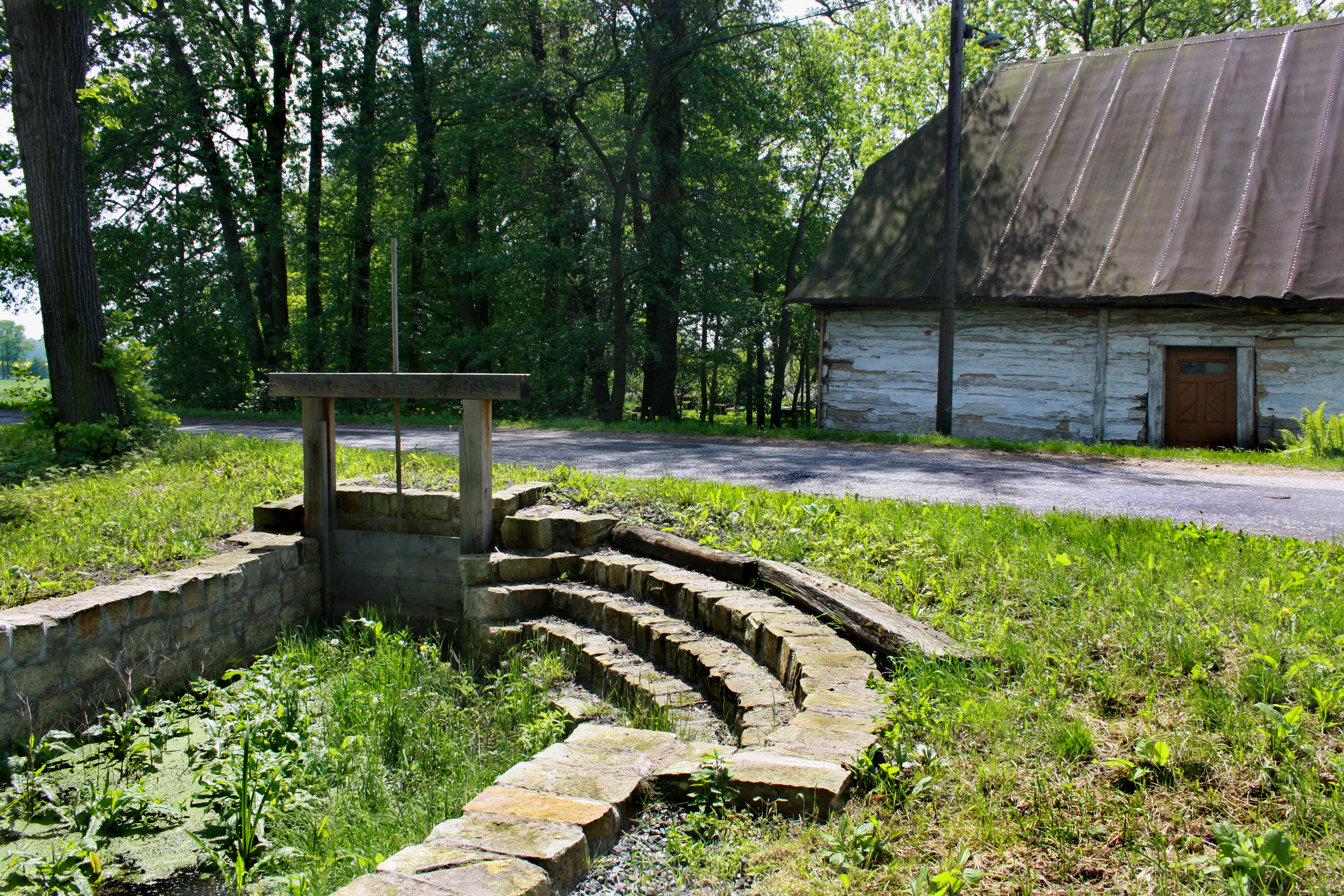
Náhon u mlýna

## Reference

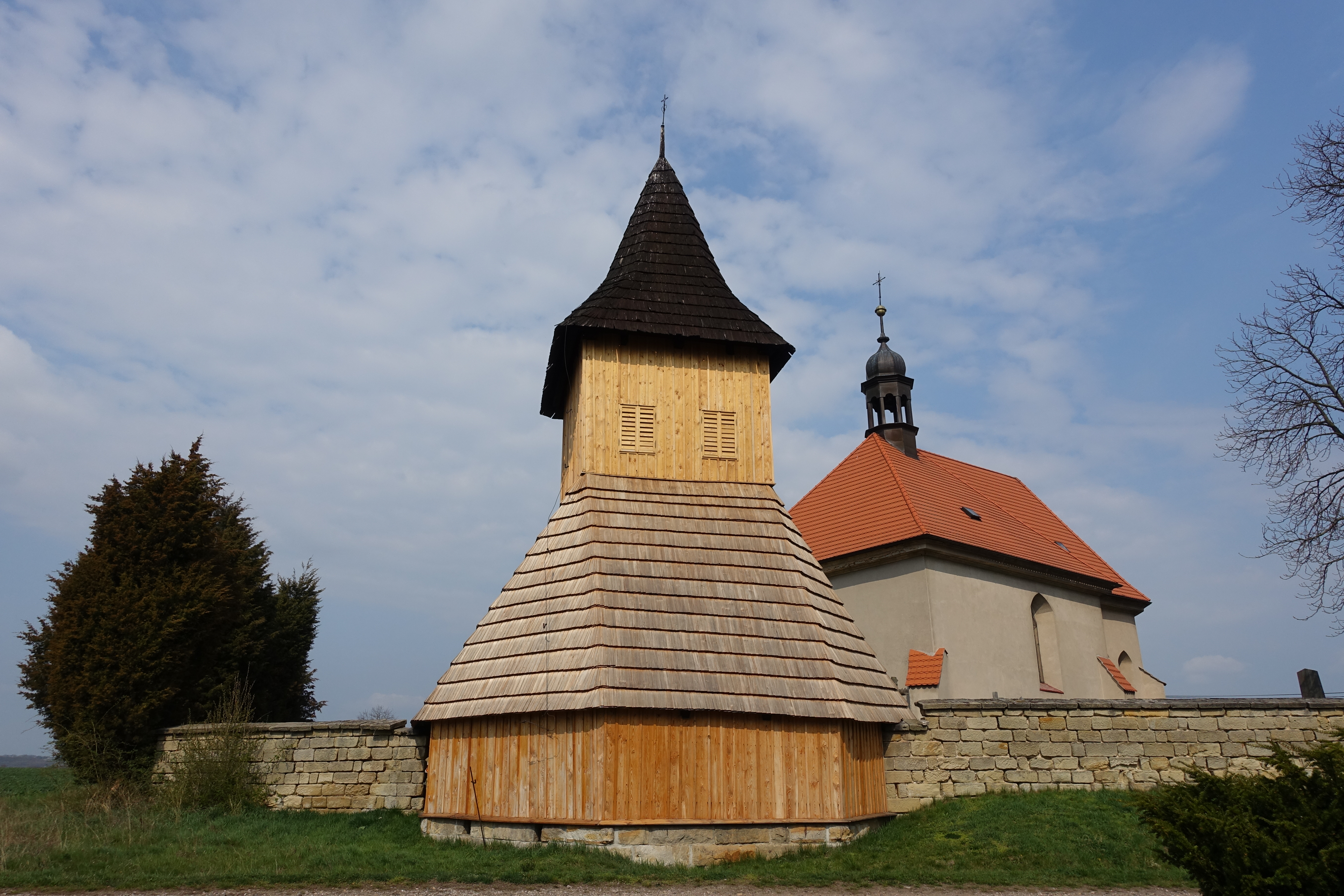
Dřevěná zvonice u kostela sv. Jiří